# Watsonia ardernei
El gènere Watsonia o Suurkanol està format per plantes robustes caducifòlies o a vegades perennes, les fulles són dures i fibroses en forma de daga amb nervadures i marges molt marcats. Les flors tenen la forma de trompeta i són de color blanc i/o rosat. És una planta bulbosa que presenta altes espigues de flors rosades molt usats en jardineria. Watsonia borbonica es divideix en dues subespècies: W. borbonica subsp. borbonica amb estams doblegats cap avall i les anteres es mantenen planes i elevades cap a la punta; i W. borbonica subsp. ardernei amb estams i anteres en forma d'arc que es mantenen horitzontals.

## Descripció
Watsonia borbonica subsp. ardernei (Sander) Goldblatt pertany a la família de les Iridaceae, que creix en les regions de Sud-àfrica. Aquesta subespècie és més coneguda en la seva forma blanca, és a dir, pètals de color blanc, la qual està ben establerta en el cultiu. Les plantes de la forma rosa, amb els pètals de color rosat, són més conegudes en la natura, en la seva forma silvestre (wild).

## Distribució i hàbitat
La seva forma més silvestre pot ser vista creixent a Paarl, a través de les muntanyes Du Toits Kloof a la plana d'inundació de Breede River Valley entre Michell's Pass i Rawsonville.

## Etimologia
Watsonia borbonica subsp. ardernei (Sander) Goldblatt s'anomena així en honor de Henry Mathew Arderne, un home de negocis de Ciutat del Cap la família del qual estava establerta en el 1845 als Arderne Gardens a Claremont, una de les millors col·leccions d'arbres exòtics de Sud-àfrica. El nom afrikaans comú Kanol és una versió fonèticament modificada de la paraula original knol holandesa, és a dir, un corm, y s'aplica a moltes espècies de corms, encara que principalment a espècies de Watsonia. Normalment va acompanyat d'un prefix per exemple descriptiu com rooikanol (corm vermell) si les flors són de color vermell o en aquest cas, suurkanol, perquè el corm té un gust agre. El nom també es combina amb pypie com en kanolpypie, per ser el nom afrikaan per a referirse a l'aspecte de tub llarg en miniatura de les flors.

## Arderne Gardens
Els Arderne Gardens es van establir el 1845 per Ralph Henry Arderne, un comerciant de fusta d'èxit originari de Cheshire, Anglaterra, que va adquirir la terra on hi va establir la seva casa coneguda com The Hill (el Turó). Recollint plantes arreu del món els jardins es van fer famosos i van continuar desenvolupant-se a càrrec del seu fill Henry Mathew Arderne durant la primera part del segle xx. A mesura que creixia l'admiració de la ciutat del Cap pels jardins, aquests es van tornar un ambient de bellesa excepcional. En Henry va morir el 1914 i de manera sincrònica el Pi de l'Illa de Norfolk (Araucaria heterophylla) es va marcir i morir. La propietat va ser demolida, les terres van passar de mans dels Arderne a Mr. G. Wilks i es van repartir per a la construcció de lots. Afortunadament, el director de Parcs i Jardins de la ciutat del Cap, el sr. A. W. van den Houten, es va adonar que seria una gran pèrdua per a la ciutat si els jardins s'arribessin a destruir. Va convèncer a l'Ajuntament per comprar la part més important del jardí, la qual s'estenia des de la carretera principal, en el lloc on s'aixecava la casa. El Sr. AMJ Scheltens va tenir cura del jardí durant els 27 anys següents i se'ls estimava tant que es va negar a ser traslladat encara que li costés ser ascendit. Aquests dos homes van tenir un paper important en la preservació de l'obra de Ralph Henry i el seu fill per a la posteritat. Fins i tot s'ha escrit un llibre (The Ardernes & Their Garden- Cròniques d'una família- by Arderne Tredgold) sobre la vida i feina de la família Arderne publicat el 1990 per The Arderne Book Trust, Cape Town.